# Lista de governadores das unidades federativas do Brasil (2023–2027)
Esta é uma lista dos governadores das 27 unidades federativas do Brasil durante o mandato iniciado em 2023, que se encerra em 2027.
Isso porque o próximo presidente e o vice eleitos serão empossados em 5 de janeiro de 2027, enquanto governadores e vice-governadores assumirão no dia 6 de janeiro, e não mais no dia 1.º, devido a uma emenda constitucional que alterou a data das posses.
| Bandeira | Unidade federativa  | Abreviação | Governador           | Partido       | Mandato   | Notas                 |
| -------- | ------------------- | ---------- | -------------------- | ------------- | --------- | --------------------- |
|          | Acre                | AC         | Gladson Cameli       | PP            | 2023-2027 | Reeleito em 1.° turno |
|          | Alagoas             | AL         | Paulo Dantas         | MDB           | 2023–2027 | Reeleito em 2.° turno |
|          | Amapá               | AP         | Clécio Luís          | Solidariedade | 2023–2027 | Eleito em 1° turno    |
|          | Amazonas            | AM         | Wilson Lima          | UNIÃO         | 2023–2027 | Reeleito em 2.° turno |
|          | Bahia               | BA         | Jerônimo Rodrigues   | PT            | 2023–2027 | Eleito em 2.° turno   |
|          | Ceará               | CE         | Elmano de Freitas    | PT            | 2023–2027 | Eleito em 1.° turno   |
|          | Distrito Federal    | DF         | Ibaneis Rocha        | MDB           | 2023–2027 | Reeleito em 1.° turno |
|          | Espírito Santo      | ES         | Renato Casagrande    | PSB           | 2023–2027 | Reeleito em 2.° turno |
|          | Goiás               | GO         | Ronaldo Caiado       | UNIÃO         | 2023–2027 | Reeleito em 1.° turno |
|          | Maranhão            | MA         | Carlos Brandão       | PSB           | 2023–2027 | Reeleito em 1.° turno |
|          | Mato Grosso         | MT         | Mauro Mendes         | UNIÃO         | 2023–2027 | Reeleito em 1.° turno |
|          | Mato Grosso do Sul  | MS         | Eduardo Riedel       | PSDB          | 2023–2027 | Eleito em 2.° turno   |
|          | Minas Gerais        | MG         | Romeu Zema           | NOVO          | 2023–2027 | Reeleito em 1.° turno |
|          | Pará                | PA         | Helder Barbalho      | MDB           | 2023–2027 | Reeleito em 1.° turno |
|          | Paraíba             | PB         | João Azevêdo         | PSB           | 2023–2027 | Reeleito em 2.° turno |
|          | Paraná              | PR         | Ratinho Júnior       | PSD           | 2023–2027 | Reeleito em 1.° turno |
|          | Pernambuco          | PE         | Raquel Lyra          | PSDB          | 2023–2027 | Eleita em 2.° turno   |
|          | Piauí               | PI         | Rafael Fonteles      | PT            | 2023–2027 | Eleito em 1.° turno   |
|          | Rio de Janeiro      | RJ         | Cláudio Castro       | PL            | 2023–2027 | Reeleito em 1.° turno |
|          | Rio Grande do Norte | RN         | Fátima Bezerra       | PT            | 2023–2027 | Reeleita em 1.° turno |
|          | Rio Grande do Sul   | RS         | Eduardo Leite        | PSD           | 2023–2027 | Reeleito em 2° turno  |
|          | Rondônia            | RO         | Coronel Marcos Rocha | UNIÃO         | 2023–2027 | Reeleito em 2.° turno |
|          | Roraima             | RR         | Antonio Denarium     | PP            | 2023–2027 | Reeleito em 1.° turno |
|          | Santa Catarina      | SC         | Jorginho Mello       | PL            | 2023–2027 | Eleito em 2.° turno   |
|          | São Paulo           | SP         | Tarcísio de Freitas  | Republicanos  | 2023–2027 | Eleito em 2° turno    |
|          | Sergipe             | SE         | Fábio Mitidieri      | PSD           | 2023–2027 | Eleito em 2.° turno   |
|          | Tocantins           | TO         | Wanderlei Barbosa    | Republicanos  | 2023–2027 | Reeleito em 1.° turno |

## Distribuição partidária
| Rank      | Logo | Partido       | N.º de unidades federativas governadas |
| --------- | ---- | ------------- | -------------------------------------- |
| 1         |      | PT            | 4 / 27                                 |
| 1         |      | UNIÃO         | 4 / 27                                 |
| 2         |      | MDB           | 3 / 27                                 |
| 2         |      | PSB           | 3 / 27                                 |
| 2         |      | PSDB          | 3 / 27                                 |
| 2         |      | PSD           | 3 / 27                                 |
| 3         |      | PP            | 2 / 27                                 |
| 3         |      | Republicanos  | 2 / 27                                 |
| 3         |      | PL            | 2 / 27                                 |
| 4         |      | NOVO          | 1 / 27                                 |
| 4         |      | Solidariedade | 1 / 27                                 |
| Total: 27 |      |               |                                        |